# Ritkán tóciens számok
A matematika, azon belül a számelmélet területén a ritkán tóciens számok (sparsely totient number) bizonyos tulajdonsággal rendelkező természetes számok. Egy n természetes szám pontosan akkor ritkán tóciens, ha minden m > n természetes számra:
{\displaystyle \varphi (m)>\varphi (n),}
ahol {\displaystyle \varphi } az Euler-függvényt jelenti. Más megfogalmazásban: az Euler-függvény értékkészletében bármely m számhoz található egy ritkán tóciens szám, mely éppen az a legnagyobb n szám, amire az Euler-függvény az m számnál kisebb értéket vesz fel. Az első néhány ritkán tóciens szám:
2, 6, 12, 18, 30, 42, 60, 66, 90, 120, 126, 150, 210, 240, 270, 330, 420, 462, 510, 630, 660, 690, 840, 870, 1050, 1260, 1320, 1470, 1680, 1890, 2310, 2730, 2940, 3150, 3570, 3990, 4620, 4830, 5460, 5610, 5670, 6090, 6930, 7140, 7350, 8190, 9240, 9660, 9870 ... (A036913 sorozat az OEIS-ben).
Például a 18 ritkán tóciens szám, mivel ϕ(18) = 6, és bármely m > 18 szám a következő kategóriák egyikébe esik:
1. m-nek az egyik prímtényezője, p ≥ 11, ekkor ϕ(m) ≥ ϕ(11) = 10 > ϕ(18).
2. m 7 többszöröse és m/7 ≥ 3, ekkor ϕ(m) ≥ 2ϕ(7) = 12 > ϕ(18).
3. m 5 többszöröse és m/5 ≥ 4, ekkor ϕ(m) ≥ 2ϕ(5) = 8 > ϕ(18).
4. m 3 többszöröse és m/3 ≥ 7, ekkor ϕ(m) ≥ 4ϕ(3) = 8 > ϕ(18).
5. m 2 hatványa és m ≥ 32, ekkor ϕ(m) ≥ ϕ(32) = 16 > ϕ(18).

A ritkán tóciens számok koncepcióját David Masser és Peter Man-Kit Shiu alkották meg 1986-ban. Megmutatták, hogy minden primoriális ritkán tóciens.

## Tulajdonságok
- Ha n legnagyobb prímtényezője P(n), akkor {\displaystyle \liminf P(n)/\log n=1}.
- {\displaystyle P(n)\ll \log ^{\delta }n} igaz, ha a kitevő {\displaystyle \delta =37/20}.
- Egy sejtés szerint {\displaystyle \limsup P(n)/\log n=2}.